# 东区街道 (义马市)
东区街道，是中华人民共和国河南省三門峽市义马市下辖的一个乡镇级行政单位。

## 行政区划
东区街道下辖以下地区：
苗元社区、常村社区、河口社区、南河社区、石佛社区、马庄社区、湾子社区、程村社区、霍村社区和义马社区。

## 中国传统村落
2013年8月，石佛村被评为第二批中国传统村落。